# Les Miracles du Brahmine
Les Miracles du Brahmine, vendido en los Estados Unidos como The Miracles of Brahmin y en Gran Bretaña como The Miracles of the Brahmin, es un cortometraje mudo francés de 1900 de Georges Méliès. Fue vendido por la Star Film Company de Méliès y está numerado 237-240 en sus catálogos.
La película se deriva de un acto de magia que Méliès creó y realizó en su escenario de París, el Théâtre Robert-Houdin. Méliès aparece en la película como el brahmán del título; según el historiador de cine Georges Sadoul, Jeanne Mareyla interpreta a la mujer en el centro del grupo de tres. Sobrevive una copia de la película y se mostró en el festival de cine Il Cinema Ritrovato en 2020.